# Огден Дунс (Индијана)
Огден Дунс (енгл. Ogden Dunes) град је у америчкој савезној држави Индијана.

## Демографија
По попису из 2010. године број становника је 1.110, што је 203 (-15,5%) становника мање него 2000. године.
| Група             | 2000.         | 2010.         |
| Белци             | 1.267 (96,5%) | 1.035 (93,2%) |
| Афроамериканци    | 3 (0,2%)      | 12 (1,1%)     |
| Азијати           | 1 (0,1%)      | 14 (1,3%)     |
| Хиспаноамериканци | 31 (2,4%)     | 36 (3,2%)     |
| Укупно            | 1.313         | 1.110         |